# Arnaud Danjean

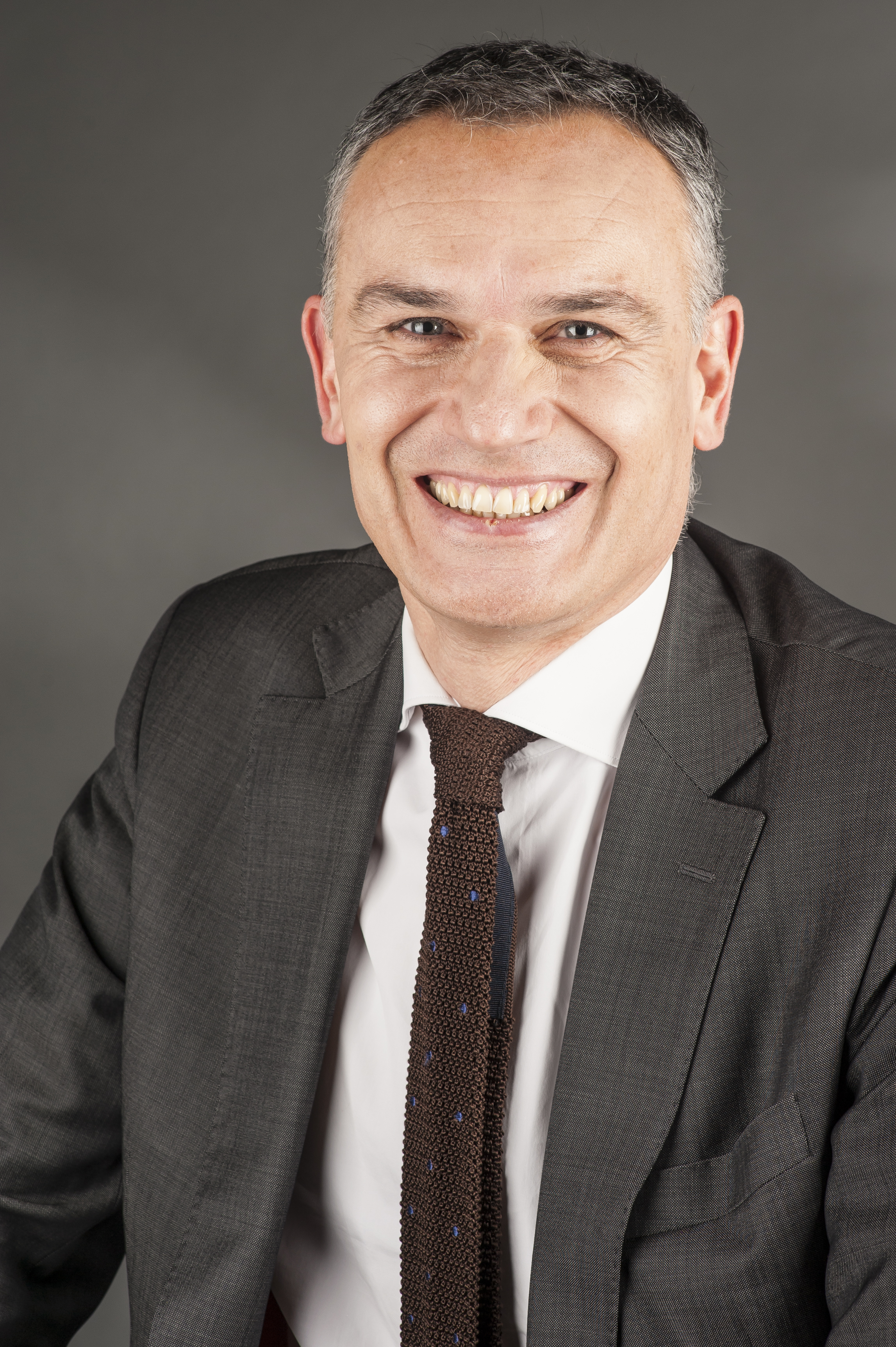
Arnaud Danjean (2014)

Arnaud Danjean (* 11. Februar 1971 in Louhans, Département Saône-et-Loire) ist ein französischer Politiker der konservativen Partei UMP und Mitglied des Europäischen Parlaments.

## Berufliche Laufbahn
Nach dem Hochschulabschluss am Institut d’études politiques de Paris (Sciences-Po) im Jahr 1992 arbeitete Danjean bei der Direction Générale de la Sécurité Extérieure (DGSE), dem französischen Auslandsgeheimdienst. Von 1995 bis 1996 war er auf verschiedenen Missionen in Sarajevo tätig, unter anderem während der Belagerung von Sarajevo und der Unterzeichnung des Abkommens von Dayton. Von Juni 1996 bis September 1998 war er Mitglied der französischen Botschaft in Sarajevo, um die Umsetzung der Friedensabkommen, die Sicherheitslage, die Verfolgung von Kriegsverbrechen und die bestehenden islamistischen Netzwerke zu beobachten.
Ab 1998 war er bei der Zentrale des französischen Verteidigungsministeriums in Paris für den Balkan zuständig und nahm an den Konferenzen zur Kosovo-Frage teil. Ab Juni 1999 war er selbst im Kosovo, wo er mit Bernard Kouchner zusammenarbeitete, der zu dieser Zeit Leiter der UN-Mission im Kosovo (UNMIK) war. Ab 2000 war Danjean wieder zurück in Paris, im gleichen Jahr wurde er mit dem Ordre national du Mérite ausgezeichnet.
Ab 2002 war Danjean als französischer Ständiger Vertreter bei den Vereinten Nationen in Genf tätig. 2004 wurde er Berater im französischen Außenministerium, zunächst unter Michel Barnier, dann unter Philippe Douste-Blazy.

## Politische Laufbahn
Bei den französischen Parlamentswahlen 2007 trat Danjean für die konservative Partei UMP an und unterlag schließlich in seinem Wahlkreis mit weniger als 400 Stimmen gegen den sozialistischen Mandatsinhaber Arnaud Montebourg. Nachdem er seine erwartete Teilnahme an der Kommunalwahlen 2008 „aus persönlichen Gründen“ abgesagt hatte, trat er bei der Europawahl in Frankreich 2009 erneut auf der Liste der UMP an und gewann ein Mandat im Europäischen Parlament.
Hier wurde er Mitglied der Fraktion der Europäischen Volkspartei (EVP) sowie im Ausschuss für auswärtige Angelegenheiten (AFET). Außerdem wurde er zum Vorsitzenden des AFET-Unterausschusses für Sicherheit und Verteidigung (SEDE) gewählt. Als Mitglied ist er auch in der Delegation für die Beziehungen zu Albanien, Bosnien und Herzegowina, Serbien, Montenegro sowie Kosovo. Stellvertreter ist Danjean im Haushaltsausschuss und in der Delegation für die Beziehungen zu Afghanistan.